# إس. تي. جوشي
إس. تي. جوشي (بالإنجليزية: S. T. Joshi) (22 يونيو 1958، بونه في الهند)؛ روائي أمريكي.